# Kangaroo Lake (Neuseeland)
Der Kangaroo Lake ist ein See in der Region West Coast auf der Südinsel von Neuseeland.

## Geographie
Der Kangaroo Lake befindet sich rund 2,8 km östlich von Lake Brunner / Moana und rund 32 km südöstlich von Greymouth. Der rechtwinklig ausgebildete See, der auf einer Höhe von 99 m liegt, umfasst eine Fläche von rund 1,25 km². Mit einer Länge von rund 1,5 km in Nord-Süd-Richtung und einer maximalen Breite von ebenfalls rund 1,5 km in Ost-West-Richtung erstreckt sich das Ufer des Sees über eine Länge von rund 5,8 km. Der See besitzt ein Wassereinzugsgebiet von 6,05 km², aber keinen Abfluss.
Rund 1,36 km ostnordöstlich grenzt der 1,39 km² große Lady Lake an.

## Geologie
Der Kangaroo Lake ist ein eiszeitlich geformter See, an dessen Ostseite sich ein kleiner Moränengürtel gebildet hat. Im gegenüberliegenden Uferbereich und am südlichen Ufer befindet sich ein kleines schmales Feuchtgebiet.